# Danyliwka (Krywyj Rih)
Danyliwka (ukrainisch Данилівка; russisch Даниловка Danilowka) ist ein Dorf im Westen der ukrainischen Oblast Dnipropetrowsk mit etwa 620 Einwohnern.

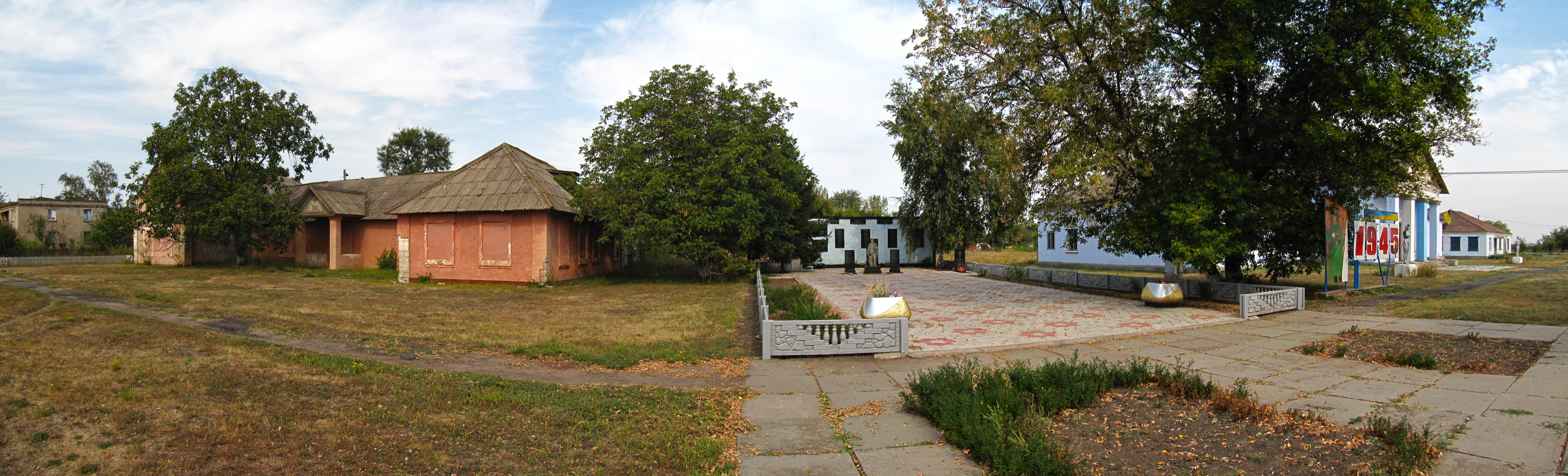
Denkmal im Ort

Kirowka liegt im Südwesten des Rajon Krywyj Rih zwischen dem Karatschuniwka-Stausee im Norden und der Bahnstrecke Pomitschna–Krywyj Rih im Süden  etwa 20 km westlich von Krywyj Rih nahe der Grenze zur Oblast Mykolajiw.
Das heutige Dorf wurde 1934 im Zuge des Baus des naheliegenden Stausees als Kirowka (ukrainisch Кіровка; russisch Кировка) gegründet, die Einwohner kamen aus dem im Stausee untergegangenen Dorf Danyliwka. Im Zuge der Dekommunisierung der Ukraine erhielt der Ort am 19. Mai 2016 diesen alten Ortsnamen.
Am 12. Juni 2020 wurde das Dorf ein Teil der neugegründeten Landgemeinde Losuwatka, bis dahin bildete es zusammen mit den Dörfern Kudaschiwka (Кудашівка), Mussijiwka (Мусіївка), Nowyj Myr (Новий Мир), Selenyj Haj (Зелений Гай) und Selenyj Luh (Зелений Луг) sowie der Ansiedlung Tscherwona Poljana (Червона Поляна) die gleichnamige Landratsgemeinde Danyliwka (Данилівська сільська рада/Danyliwska silska rada) im Südwesten des Rajons Krywyj Rih.